# Atletismo nos Jogos Pan-Americanos de 1967 - Decatlo masculino
A prova do decatlo masculino nos Jogos Pan-Americanos de 1967 foi realizada em Winnipeg, Canadá.

## Medalhistas
| Ouro                           | Prata                       | Bronze                           |
| Bill Toomey USA Estados Unidos | Héctor Thomas VEN Venezuela | Dave Thoreson USA Estados Unidos |

## Resultados
| Posição           | Nome          | Nacionalidade      | Pontos | Notas |
| ----------------- | ------------- | ------------------ | ------ | ----- |
| Medalha de ouro   | Bill Toomey   | USA Estados Unidos | 8044   |       |
| Medalha de prata  | Héctor Thomas | VEN Venezuela      | 7312   |       |
| Medalha de bronze | Dave Thoreson | USA Estados Unidos | 7295   |       |
| 4                 | Dave Dorman   | CAN Canadá         | 7024   |       |
| 5                 | Steve Spencer | CAN Canadá         | 6796   |       |